# Ann Jillian
Ann Jillian (Cambridge, 29 de janeiro de 1950) é uma atriz estadunidense. Ela é mais conhecida por seu papel como a vampira Cassie Cranston na comédia It's a Living.